# Eudorylas huachucanus
Eudorylas huachucanus är en tvåvingeart som först beskrevs av Hardy 1943.  Eudorylas huachucanus ingår i släktet Eudorylas och familjen ögonflugor.
Artens utbredningsområde är Kansas. Inga underarter finns listade i Catalogue of Life.